# Resistència als antibiòtics
La resistència als antibiòtics és un fenomen pel qual un bacteri esdevé resistent a l'activitat d'un fàrmac antimicrobià. Aquesta resistència pot ser natural o adquirida; amb el pas dels anys i la generalització de l'ús d'antibiòtics en medicina i ramaderia, la resistència als antibiòtics ha esdevingut cada cop més important, sobretot en casos de soques de bacteris la sensibilitat dels quals a certs fàrmacs semblava indiscutida (per exemple, Salmonella i cloramfenicol).
Les resistències apareixen a causa d'una mutació genètica aleatòria o d'un intercanvi parasexual de gens resistents entre bacteris (transformació genètica, transducció i conjugació). Aquells bacteris que presenten gens resistents a diferents antibiòtics se'ls denomina multiresistents, i actualment esdeven un dels principals reptes de futur que es presenten a nivell sanitari —ja que s'han començat a registrar morts humanes per causa de bacteris sense antibiòtics efectius.
La generalització de la resistència a tota una població de bacteris és provocada per la selecció natural, degut a una exposició perllongada de la població a l'antibiòtic. La resistència als antibiòtics és permesa per l'evolució per selecció natural, en què els antibiòtics exerceixen una pressió selectiva al medi. Els bacteris que posseeixen una mutació que els permet sobreviure continuaran reproduint-se, transmetent a la seva descendència els seus gens resistents, produint ràpidament una generació de bacteris plenament o majoritàriament resistents.
La resistència als antibiòtics és un problema cada vegada més important en la pràctica clínica. Es preveu que les infeccions per bacteris resistents siguin la primera causa de mortalitat al món el 2050.